# Villa Las Estrellas
Villa Las Estrellas es el nombre que recibe el núcleo poblacional civil que Chile posee en la Base Presidente Eduardo Frei Montalva, ubicada en la península Fildes de la isla Rey Jorge en el archipiélago de las Shetland del Sur en la Antártica. Está ubicada a 950 km al sudeste de Puerto Williams, localidad de la cual depende administrativamente. 
Junto al Fortín Sargento Cabral de la Base Esperanza de Argentina, son los únicos establecimientos de la Antártica en donde hay personal relevado anualmente cumpliendo funciones militares, científicas o de servicio acompañados de sus familias. Unos 300 niños en total concurrieron a la escuela de Villa Las Estrellas durante 33 años hasta su cierre en noviembre de 2018. Los 5 niños y 2 maestros de la dotación 2018 no fueron relevados por otros debido al deterioro de las instalaciones.

## Descripción

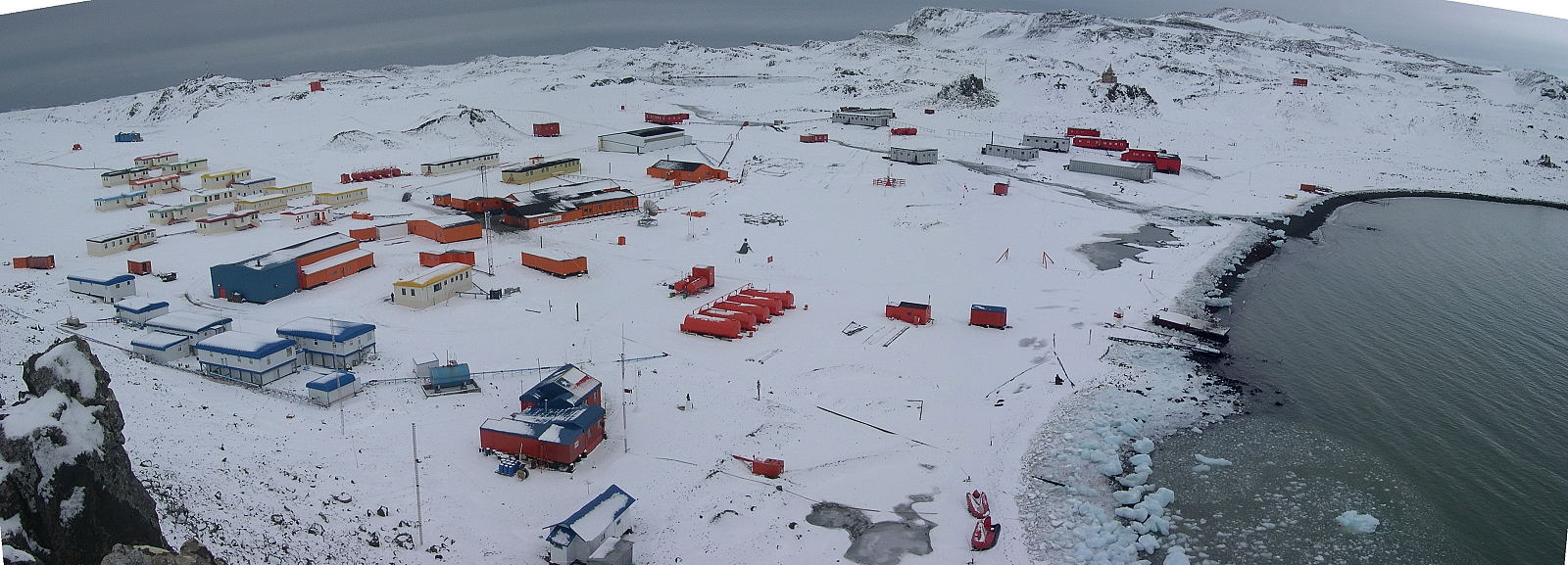
Vista aérea de Villa Las Estrellas (izquierda).

Forma parte del complejo de la Base Frei Montalva, dependiente de la Fuerza Aérea de Chile, el que está conformado por el Centro Meteorológico Antártico Presidente Eduardo Frei Montalva, la Base Aérea Teniente Rodolfo Marsh Martín y la Villa Las Estrellas.
La villa está compuesta por aproximadamente 18 módulos. De estos, 14 son viviendas de entre 72 y 90 metros cuadrados, que habitan familias de funcionarios de la Fuerza Aérea de Chile, de la Dirección General de Aeronáutica Civil (DGAC), científicos y profesores, los cuales permanecen entre uno y dos años en el lugar. Dos módulos están habilitados para la dotación de la FACH y 1 módulo está habilitado para las visitas de técnicos y profesionales. La población varía de unos 80 habitantes en invierno a más de 150 en verano.
La villa pertenece a la comuna Antártica Chilena, la que junto a la comuna de Cabo de Hornos, forman la provincia Antártica Chilena. Para los efectos administrativos y electorales, la comuna Antártica integra una agrupación comunal con la de Cabo de Hornos. La capital designada de la comuna Antártica es Puerto Covadonga, nombre civil de la Base General Bernardo O'Higgins.

## Servicios

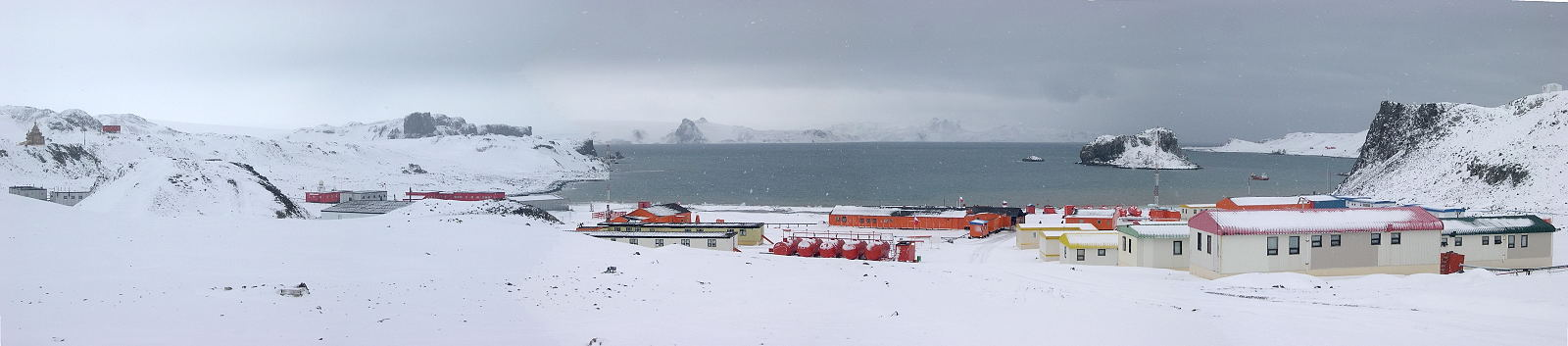
Villa Las Estrellas vista hacia la bahía desde lo alto de la localidad.

Entre sus instalaciones la villa cuenta con los siguientes servicios:
- Escuela F-50 "Villa Las Estrellas": hasta el cierre de la escuela a fines de 2018, dos profesores fueron los responsables de impartir la educación primaria (1º a 8º grado de Enseñanza General Básica) a los entre 5 y 15 niños de Villa Las Estrellas, en esta escuela que depende del Ministerio de Educación. Cuentan con el apoyo de modernos equipos de computación, lo que le permite estar incorporada a la Red Enlaces.

- Hospital: depende de la Fuerza Aérea de Chile y cuenta en forma permanente con un médico y un enfermero. Está dotado de moderno instrumental: equipo de rayos X, laboratorio, quirófano, equipo de anestesia, esterilizador y farmacia. Hay dos camas para hospitalizados y se dispone de una clínica dental. En Villa las Estrellas nació el primer chileno antártico: Juan Pablo Camacho el 21 de noviembre de 1984.[4] Mediante un proyecto tecnológico que se está implementando recientemente con personal del Instituto Antártico Chileno y de la Universidad de Chile, en casos de urgencia -mediante un enlace satelital- se pueden enviar fotografías de afecciones a la piel o de anomalías oculares, imágenes de electrocardiogramas, radiografías, etc., a centros de salud especializados ubicados en Santiago, o entidades de Argentina, Alemania e Italia, vinculados al proyecto, los que colaboran en el diagnóstico y sugieren el tratamiento. El equipamiento que dispone el hospital permite efectuar ciertas operaciones de urgencia.[cita requerida]

- Oficina del Servicio de Registro Civil e Identificación de Chile: el jefe de la base, dado el caso, se desempeña como oficial de Registro Civil con todas las atribuciones inherentes a este cargo. La sede del Registro Civil en la Antártica Chilena se encuentra en la Villa Las Estrellas desde 1986, estando ubicada anteriormente en la base Arturo Prat.[5]

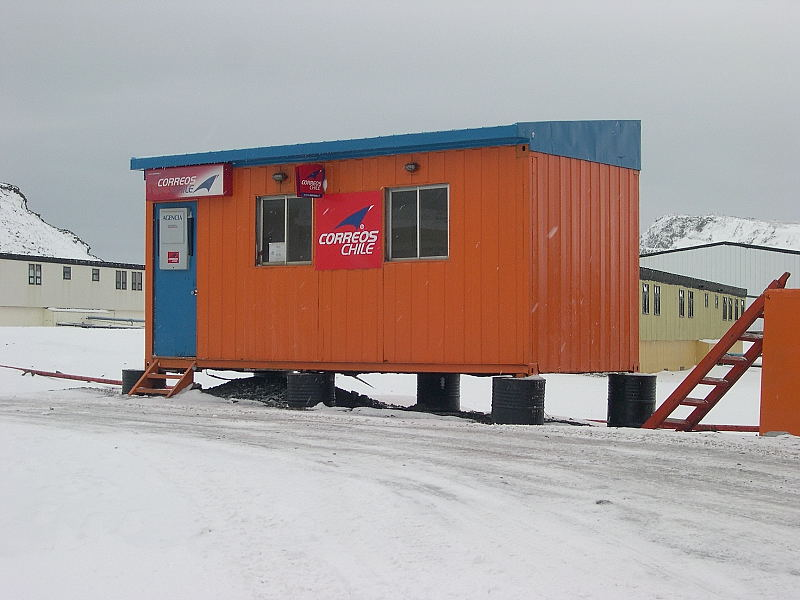
Oficina de Correos de Chile en Villa Las Estrellas.

- Oficina de Correos: depende de la Empresa de Correos de Chile y durante el verano es atendida por uno de sus funcionarios; en invierno, está a cargo del comandante de la base. Toda la correspondencia dirigida a las bases chilenas y algunas de otros países llega a las dependencias de Punta Arenas y desde allí es remitida a la Villa Las Estrellas. Aquí, el encargado la clasifica y distribuye vía avión o helicóptero a sus destinatarios. Por su parte, la correspondencia que sale de las bases antárticas chilenas y algunas de otros países se centraliza en esta base y se remite a Punta Arenas desde donde se distribuye a las diferentes ciudades y países. Muchos turistas aficionados a la filatelia viajan hasta la villa para enviar tarjetas postales y cartas con el matasellos de la oficina antártica.[cita requerida]

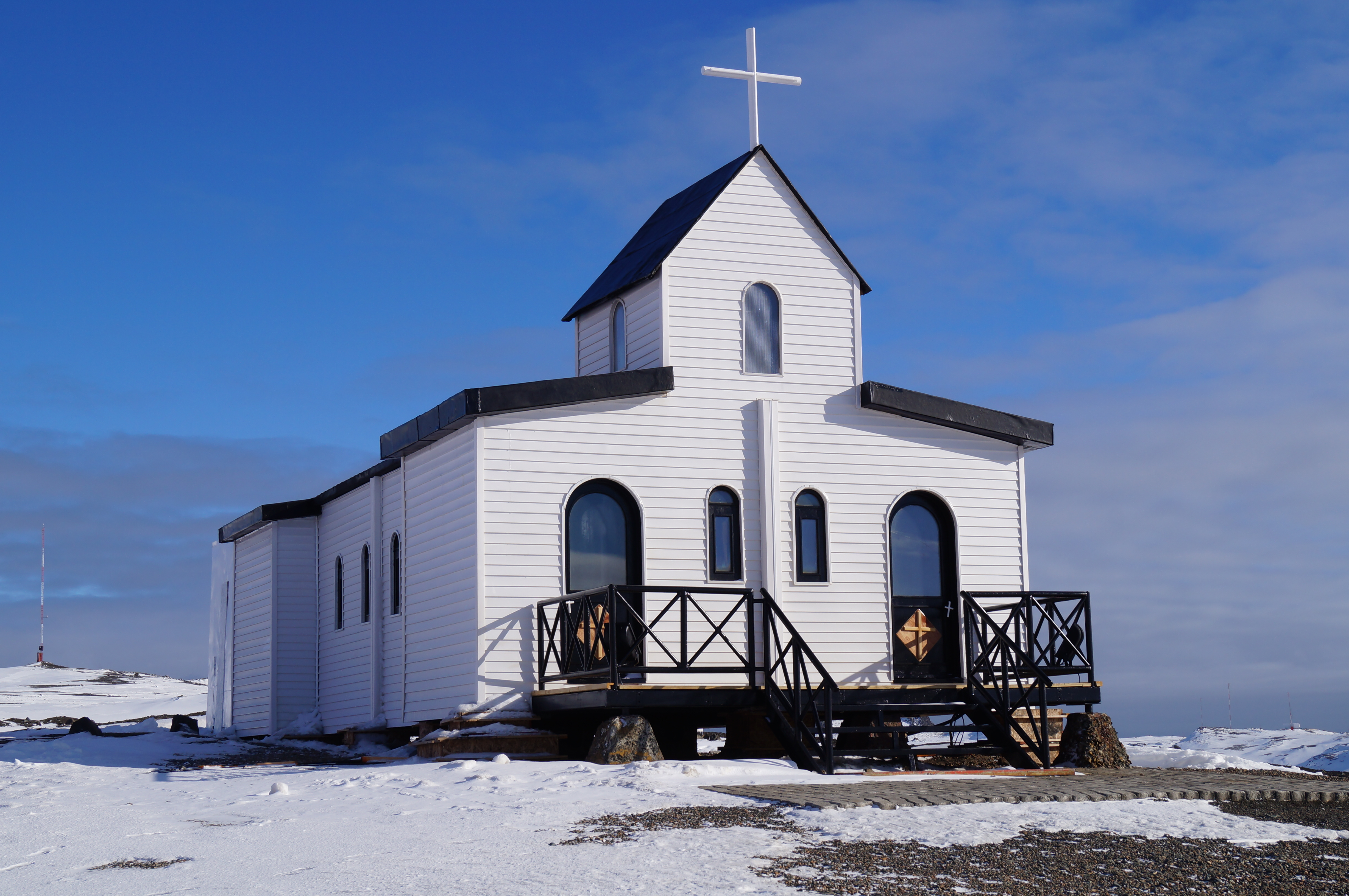
Capilla de Santa María Reina de la Paz.

- Banco: una sucursal a modo de caja auxiliar del Banco de Crédito e Inversiones (BCI) abierta el 12 de febrero de 1985,[6] opera durante todo el año a cargo de un funcionario de esa entidad bancaria. Los servicios allí prestados sirven a ciudadanos chilenos y de otros países, residentes o que transitan por la zona y que realizan sus operaciones financieras en forma habitual.[7]

- Biblioteca Pública Nº 291: cuenta con un significativo número de libros y revistas que están a disposición de quien lo requiera.

- Iglesia: la capilla católica "Santa María Reina de la Paz", dependiente del Servicio Religioso de la Fuerza Aérea de Chile (Obispado Castrense de Chile) es visitada por los habitantes de las diversas bases de la isla Rey Jorge.

## Comunicaciones
- Teléfonos:  para la base y el aeródromo existe enlace telefónico via satélite; además, para los habitantes del sector hay un teléfono público operado con monedas y tarjetas de prepago.

- Telefonía móvil: desde 2005 existe una antena de telefonía móvil perteneciente a la empresa chilena Entel.

- Servicio de Internet.

- Radio F.M. "Soberanía": emite en la frecuencia de 90.5 MHz. Funciona durante el día proporcionando música e informaciones a todas las bases del sector. Difunde también ciertos programas culturales y de entretenimiento realizados por el personal y sus familias.

- Televisión: la villa cuenta con una antena parabólica fija de 2,5 metros de diámetro, que le permite recibir en directo, desde Santiago de Chile, la señal de los principales canales de televisión del país, como Televisión Nacional de Chile (Señal 13.1 en digital desde el 2024[8]) y Canal 13 (Señal 10.1 en digital), señales que también son captadas por todas las bases extranjeras cercanas a Villa Las Estrellas. Además existe un sistema de TV cable interno.

## Historia
Los primeros 18 habitantes de la localidad llegaron al lugar el 15 de febrero de 1984, mientras que fue fundada oficialmente el 9 de abril de 1984, siendo inaugurada por Augusto Pinochet en el marco de su política antártica. La Escuela Antártica Villa Las Estrellas F-50 fue inaugurada ese mismo día, con el tiempo se inauguró un registro civil, oficina de correos, banco, biblioteca, iglesia, muelle y hospital.
El primer chileno nacido y concebido en territorio antártico fue Juan Pablo Camacho. Esto ocurrió ese mismo año. El 24 noviembre Pinochet le concede un seguro de vida y de financiamiento de sus estudios en una ceremonia en el Palacio de la Moneda.

## Comercio y turismo

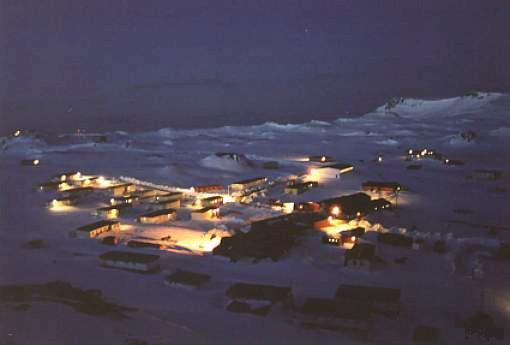
Vista nocturna de Villa Las Estrellas.

Villa Las Estrellas es actualmente uno de los principales centros turísticos antárticos, siendo la pista de la base Teniente Marsh utilizada por importantes empresas de turismo, las que durante todo el año, dependiendo de las condiciones meteorológicas y principalmente en verano, realizan vuelos directos desde la ciudad de Punta Arenas. Entre estas empresas se encuentran Aerovías DAP, pionera en los vuelos turísticos antárticos, inaugurando este servicio el 12 de febrero de 1989. Actualmente cuenta con un helicóptero basado en la Antártica con el que realiza actividades turísticas en la zona, siendo utilizado también por científicos, cineastas y documentalistas que la visitan.[cita requerida]
Otra empresa incipiente en el turismo antártico es Victory Adventure Expeditions. Basada en Puerto Williams, esta compañía también realiza vuelos directos desde Punta Arenas, principalmente en la temporada veraniega (noviembre a marzo). Posee también un moderno helicóptero. Teniendo como centro de operaciones a la Villa Las Estrellas, realizan visitas a las bases vecinas, excursiones para la observación de fauna antártica, paseos en motos de nieve o visitas en helicóptero a los glaciares.
Para el alojamiento del personal de la Fuerza Aérea, visitas y científicos nacionales o extranjeros, la villa cuenta con la Hostería "Estrella Polar", la que se ubica en las cercanías del aeródromo y tiene capacidad para 80 personas. Fue construida en 1980, adquiriendo su nombre actual en 1984.
Un supermercado, abastecido de los alimentos necesarios, es utilizado principalmente por las familias de Villa Las Estrellas. Un pequeño bazar para la venta de recuerdos a los turistas y personal de las bases científicas que retornan a sus respectivos países es administrada por algunas de las señoras de la villa; el producto de las ventas es a beneficio del Consejo Nacional de Protección a la Ancianidad (Conapran). 
Para los amantes de los deportes invernales la villa cuenta con un andarivel de arrastre de cien metros de largo que permite desarrollar actividades de esquí en las cercanías de la base.[cita requerida]

## Clima
| Parámetros climáticos promedio de Villa Las Estrellas, Antártica chilena                   | Parámetros climáticos promedio de Villa Las Estrellas, Antártica chilena | Parámetros climáticos promedio de Villa Las Estrellas, Antártica chilena | Parámetros climáticos promedio de Villa Las Estrellas, Antártica chilena | Parámetros climáticos promedio de Villa Las Estrellas, Antártica chilena | Parámetros climáticos promedio de Villa Las Estrellas, Antártica chilena | Parámetros climáticos promedio de Villa Las Estrellas, Antártica chilena | Parámetros climáticos promedio de Villa Las Estrellas, Antártica chilena | Parámetros climáticos promedio de Villa Las Estrellas, Antártica chilena | Parámetros climáticos promedio de Villa Las Estrellas, Antártica chilena | Parámetros climáticos promedio de Villa Las Estrellas, Antártica chilena | Parámetros climáticos promedio de Villa Las Estrellas, Antártica chilena | Parámetros climáticos promedio de Villa Las Estrellas, Antártica chilena | Parámetros climáticos promedio de Villa Las Estrellas, Antártica chilena |
| Mes                                                                                        | Ene.                                                                     | Feb.                                                                     | Mar.                                                                     | Abr.                                                                     | May.                                                                     | Jun.                                                                     | Jul.                                                                     | Ago.                                                                     | Sep.                                                                     | Oct.                                                                     | Nov.                                                                     | Dic.                                                                     | Anual                                                                    |
| ------------------------------------------------------------------------------------------ | ------------------------------------------------------------------------ | ------------------------------------------------------------------------ | ------------------------------------------------------------------------ | ------------------------------------------------------------------------ | ------------------------------------------------------------------------ | ------------------------------------------------------------------------ | ------------------------------------------------------------------------ | ------------------------------------------------------------------------ | ------------------------------------------------------------------------ | ------------------------------------------------------------------------ | ------------------------------------------------------------------------ | ------------------------------------------------------------------------ | ------------------------------------------------------------------------ |
| Temp. máx. abs. (°C)                                                                       | 13.0                                                                     | 9.2                                                                      | 8.3                                                                      | 5.9                                                                      | 4.6                                                                      | 4.2                                                                      | 5.0                                                                      | 3.8                                                                      | 4.4                                                                      | 4.4                                                                      | 6.0                                                                      | 8.2                                                                      | 13.0                                                                     |
| Temp. máx. media (°C)                                                                      | 2.7                                                                      | 2.9                                                                      | 2.2                                                                      | 0.6                                                                      | -0.8                                                                     | -1.5                                                                     | -0.9                                                                     | -2.2                                                                     | -1.3                                                                     | -0.8                                                                     | 0.0                                                                      | 2.1                                                                      | 0.3                                                                      |
| Temp. media (°C)                                                                           | 1.5                                                                      | 1.6                                                                      | 0.4                                                                      | -1.7                                                                     | -3.8                                                                     | -5.5                                                                     | -6.5                                                                     | -6.5                                                                     | -4.5                                                                     | -2.6                                                                     | -1.0                                                                     | 0.6                                                                      | -2.3                                                                     |
| Temp. mín. media (°C)                                                                      | 0.3                                                                      | 0.6                                                                      | -1.2                                                                     | -4.8                                                                     | -8.2                                                                     | -9.4                                                                     | -13.2                                                                    | -11.3                                                                    | -8.0                                                                     | -5.6                                                                     | -2.8                                                                     | -0.3                                                                     | -5.3                                                                     |
| Temp. mín. abs. (°C)                                                                       | -5.1                                                                     | -5.8                                                                     | -9.9                                                                     | -16.8                                                                    | -23.6                                                                    | -24.2                                                                    | -28.5                                                                    | -28.7                                                                    | -23.0                                                                    | -17.0                                                                    | -10.7                                                                    | -6.8                                                                     | -28.7                                                                    |
| Precipitación total (mm)                                                                   | 53.8                                                                     | 52.3                                                                     | 52.5                                                                     | 46.6                                                                     | 31.0                                                                     | 29.2                                                                     | 32.2                                                                     | 34.5                                                                     | 42.0                                                                     | 47.7                                                                     | 41.0                                                                     | 30.1                                                                     | 492.9                                                                    |
| Horas de sol                                                                               | 83.8                                                                     | 71.2                                                                     | 57.3                                                                     | 23.6                                                                     | 8.3                                                                      | 1.2                                                                      | 3.9                                                                      | 15.8                                                                     | 44.2                                                                     | 93.2                                                                     | 104.5                                                                    | 98.1                                                                     | 605.1                                                                    |
| Humedad relativa (%)                                                                       | 91                                                                       | 89                                                                       | 89                                                                       | 89                                                                       | 88                                                                       | 90                                                                       | 89                                                                       | 88                                                                       | 89                                                                       | 90                                                                       | 89                                                                       | 81                                                                       | 89                                                                       |
| Fuente: Dirección Meteorológica de Chile (temperature data:1970-2004, all other 1990-2000) |                                                                          |                                                                          |                                                                          |                                                                          |                                                                          |                                                                          |                                                                          |                                                                          |                                                                          |                                                                          |                                                                          |                                                                          |                                                                          |

## Actividades culturales y deportivas
Un moderno gimnasio ofrece facilidades para la práctica del tenis, babyfútbol, básquetbol y vóleibol. Dispone de máquinas de ejercicios, mesas de ping pong, camarines y sauna. Es utilizado además para actividades culturales y charlas de tipo científico.
El 17 de marzo de 2007, se llevó a cabo en el gimnasio de Villa Las Estrellas, el primer "Festival del Cantar Antártico", organizado por personal antártico de la Fuerza Aérea de Chile, científicos y familiares, en el marco de los festejos del septuagésimoséptimo aniversario de la FACH. El festival contó con la participación de delegaciones de las diferentes bases del sector: Great Wall de China, King Sejong de Corea del Sur, Bellingshausen de Rusia y Artigas de Uruguay. El festival contó con "artistas antárticos" que concursaron por los premios ofrecidos y también con grupos que participaron fuera de concurso, ofreciendo un atractivo show con una buena dosis de variedad, colorido y buen humor.
Desde 1999, en el mes de febrero, se realiza la "Maratón Antártica", que en sus ediciones de maratón y media maratón une las bases chilena Presidente Frei, Gran Muralla de China, Bellingshausen de Rusia y Artigas de Uruguay. Corredores no sólo representantes de las bases antárticas, sino que también atletas que viajaron al efecto desde otros continentes han participado de estos eventos.

## Ubicación geográfica

Isla Rey Jorge.

Esta villa está situada en el área de la península Antártica, en la bahía Fildes de la isla Rey Jorge (o 25 de Mayo) en la zona de reclamación chilena en la Antártica, en 62°12′02″S 58°57′50″O / -62.20056, -58.96389
Esta remota ubicación dentro del planeta le da la particularidad de que la duración de los días y las noches sea muy variable dentro del año. El día más largo es el 25 de diciembre, en que el sol sale a las 3:00 y se pone a las 22:51, hora local y de Santiago de Chile (GMT-3); mientras que el día más corto es el 23 de junio, en que el sol se asoma a las 09:26 y se oculta a las 14:29, hora local y de Santiago de Chile (GMT-4).
Se derogó el huso horario GMT -4 el 14 de mayo de 2017 con la creación del huso horario de la región de Magallanes y de la Antártica Chilena GMT -3 permanente durante todo el año.